# 若い広場
『若い広場』（わかいひろば）は、1962年4月8日から1982年4月4日までNHK教育テレビで放送された若者向けのトーク番組・教養番組。ただし、1966年4月から1969年4月まで番組タイトルを『若い世代』に変更する形で9年間放送した。

## 概要
『若い世代』の放送によって番組は3年間放送を中断したが、1969年4月にタイトルを復活した。また、『若い世代』からの流れでそのまま1時間番組になり、以後は13年間放送が続けられた。
1980年代の漫才ブームを興すB&Bが東京進出する前の大阪最後の舞台で出演した。1980年2月10日放送分では、当時テレビにはほとんど出演しなかった矢沢永吉が出演した。また、1982年1月3日放送分ではオフコースが出演した。
レギュラーコーナーもいくつか存在し、中でも有名作家などにおすすめの書籍とその理由を聞く「マイブック」コーナーが有名（原則として1人のゲストが4回連続で出演した）。

## 出演者
- 杉澤陽太郎（当時NHKアナウンサー、司会）
- 山際淳司（ノンフィクション作家・小説家・翻訳家、司会）
- 斉藤友子（女優、「マイブック」コーナーの聞き手）